# جاك سانت جون
جاك سانت جون هو لاعب هوكي الجليد وسياسي كندي، ولد في 20 سبتمبر 1906، وتوفي في 7 مايو 1965.

## روابط خارجية
- جاك سانت جون على موقع HockeyDB.com (الإنجليزية)